# パンドラTV
パンドラTV（パンドラティーヴィー、朝: 판도라TV, pandora.tv）は、かつてパンドラTV社が運営していた動画共有サイトである。

## 概要
2004年10月にユーザー生成コンテンツをホスティングする動画共有サービスとして開始された。2008年4月に英語・中国語・日本語のサポートを開始し、韓国語を含め4か国語対応となった。
2005年頃からライブストリーミングサービスを提供している。
かつては韓国市場1位の動画サービスだったが、2009年4月に施行された「インターネット実名制」と2009年7月23日に施行された韓国改正著作権法「三振アウト制」の施行期間中に利用者が減少し、韓国の国内法の適用を受けないYouTubeに韓国市場1位の座を明け渡した。
2023年1月31日をもって19年の歴史に幕を閉じ動画配信サービスを終了することを発表した。

## パンドラTV社
パンドラTV社（Pandora TV Co Ltd）は、動画サービス「パンドラTV（pandora.tv）」とマルチメディアビデオプレーヤーの「KMプレーヤー」の動画サービスプラットフォーム事業、ブロックチェーン技術基盤の短編映画ストリーミングプラットフォーム「MovieBloc」とブロックチェーンコミュニティプラットフォーム「COBAK」のブロックチェーンプラットフォーム事業を提供するインターネット企業である。100％子会社にネイバーとカカオなどの広告代理店を行っているHeeil Communicationsと、動画コンテンツを中心とした有料コンテンツサービスの「ファイルクッキー（FileKuki）」を運営するmonsterがある。

## 歴史
- 1996：スタートシステムズを設立
- 1999.2：(주)시작시스템즈（スタート・システムズ）を設立[12]（本店：ソウル特別市江南区駅三洞825）
- 1999.9：(주)레떼컴（Lettee.com）に商号変更[12]（本店：ソウル特別市瑞草区瑞草洞1321-5）
- 2001.11：ソウル特別市江南区駅三洞727-16に本店移転
- 2004.10：動画プラットフォーム「Pandora TV（パンドラTV）」オープン
- 2005.10： (주)판도라티비（Pandora TV Co Ltd）に商号変更
- 2008.3：K-Multimedia Player（KMPlayer）を買収
- 2008.4：Pandora TVグローバル版オープン
- 2009.4：日本でのパンドラTVの有料プレミアムサービスを実施[13]
- 2009.8：企業付設研究所設立
- 2010.4：子会社(주)케이엠피미디어を設立
- 2012.1：京畿道城南市盆唐区大王板橋路644に本店移転
- 2012.4：DASAN Networksと팬더미디어（Panda Media）を設立[14]
- 2012.7：HYUNDAI HCNと에브리온TV（EveryOn TV）を設立[15]
- 2013.10：子会社(주)케이엠피미디어を吸収合併
- 2014.7：ショートビデオ編集アプリ「원미닛」[16]、ゲームプラットフォーム「KMP Games」発売[17]
- 2014.8：KONEX市場上場[18]
- 2014.12：米国法人VIVA MOBILE CAMP INCを設立
- 2014.12：メッセンジャーアプリケーション「잼」の㈜노바토を吸収合併[19]
- 2015.7：Pandora TV英語版のポータルサイトをYouTubeを表示するサイトに変更
- 2015.8：モバイル放送アプリケーション「plup」発売[20]
- 2015.9：動画広告プラットフォーム「prism」発売
- 2015.10：社内ベンチャー(주)레오나（LEONA）を設立 [21]
- 2016.4：韓国の有名チャンネルを集約した「Korea Top 100」オープン[22]
- 2016.9：(주)희일커뮤니케이션（Heeil Communications）、 (주)카카오대구경북센터の株式100％を買収
- 2016.11：㈜한국인터넷기술원から23億ウォンの出資を受ける
- 2016.12：子会社(주)판도라에스피씨、(주)희일커뮤니케이션（Heeil Communications）、(주)희일컴즈を吸収合併し、(주)희일커뮤니케이션（Heeil Communications）に変更する
- 2016.12：몬스터(주)（monster）の株式100％を買収
- 2017.2：パンドラTVにて複数のライブ配信プラットフォームで同時配信できるサービスを開始[23]
- 2017.3：ライブコマースサービスオープン
- 2017.9：KMPlayer VRアプリ発売
- 2018.8：ブランド動画プラットフォーム「パンドラTV WOW（pandora.tv +）」発売
- 2018.9：KMPlayer 64X発売
- 2019.12：KMPlayer Android、iosアプリ発売
- 2019.12： 子会社(주)카카오대구경북센터の商号を (주)에이치엘애즈に変更
- 2019.12： ブロックチェーン技術基盤のオンライン自主映画プラットフォーム「MovieBloc」発売[24]
- 2020.2：ブロックチェーンコミュニティプラットフォーム「코박（COBAK）」を買収[25]
- 2020.6：オンライン公演企画子会社(주)판조이엔터테인먼트（Panjoy Entertainment）を設立[24]
- 2020.10：動画再生特化アプリ「KMP」をリリース
- 2020.12：オンラインコマース子会社(주)판도라비앤비を設立
- 2021.2：日本でのパンドラTVの有料プレミアムサービスと日本語版のサブドメインサイト（jp.pandora.tv）を終了し、パンドラTV本サイトにて日本語と英語のサポートを開始、同時に日本語版ポータルサイトをYouTubeを表示するサイトに変更
- 2021.2：有料購読サービス「KMPlayer VIP」をリリース[26]
- 2021.2：ホンスル族（一人で酒を食べる人）のためのSNSアプリ「パンドラナホンスル」をリリース[27]
- 2021.5：社団法人アシアナ国際短編映画祭を買収
- 2021.6：社団法人アシアナ国際短編映画祭を社団法人光化門国際短編映画祭に変更[3]
- 2022.7：著作権侵害・違法撮影物のコンテンツを根絶するために一般ユーザーのアップロードを禁止（契約した個人・法人ユーザーはアップロード可能）
- 2023.1：パンドラTVのサービス終了

## TVブレイク
2006年（平成18年）2月に韓国パンドラTV社と提携して日本の株式会社パンドラTVが、「パンドラTV日本版（pandoratv.jp）」運営を開始。10月に韓国パンドラTV社との資本関係を解消し、2007年（平成19年）4月以降パンドラTV日本版は、パンドラTVとはまったく無関係の「TVブレイク（tvbreak.jp）」というサービスとなった。2008年（平成20年）7月31日に社名も株式会社パンドラTVからジャストオンライン株式会社に変更された。

### 著作権侵害
日本音楽著作権協会 (JASRAC) は動画共有サイト「TVブレイク」の運営事業者である「ジャストオンライン」に対し著作権の侵害（JASRAC管理楽曲を含む動画が投稿された）と損害賠償を求めて2008年（平成20年）8月6日に提訴した。損害賠償支払いを命じる一審判決を不服としてジャストオンラインは知財高裁に控訴したが2010年（平成22年）9月8日控訴を棄却された。2011年現在、TVブレイクのURLは消滅している。